# Liste de compositeurs de musique de la Renaissance
Ci-dessous une liste de compositeurs actifs durant la Renaissance c'est-à-dire approximativement entre les années 1400 et 1600, ainsi qu'éventuellement aux premières décennies du XVIIe siècle.

## Frise chronologique

### XVesiècle

#### Années 1400
| Année | Naissances                             | Décès | Créations ou événements marquants |
| ----- | -------------------------------------- | ----- | --------------------------------- |
| 1400  | Gilles Binchois ? (†1460)              |       |                                   |
| 1400  | Johannes de Limburgia ? († après 1431) |       |                                   |
| 1401  |                                        |       |                                   |
| 1402  |                                        |       |                                   |
| 1403  |                                        |       |                                   |
| 1404  |                                        |       |                                   |
| 1405  |                                        |       |                                   |
| 1406  |                                        |       |                                   |
| 1407  |                                        |       |                                   |
| 1408  |                                        |       |                                   |
| 1409  |                                        |       |                                   |

retour début de page

#### Années 1410
| Année | Naissances                      | Décès | Créations ou événements marquants |
| ----- | ------------------------------- | ----- | --------------------------------- |
| 1410  |                                 |       |                                   |
| 1411  |                                 |       |                                   |
| 1412  |                                 |       |                                   |
| 1413  | Paulus Paulirinus (†après 1471) |       |                                   |
| 1414  |                                 |       |                                   |
| 1415  |                                 |       |                                   |
| 1416  | Antonio Squarcialupi (†1480)    |       |                                   |
| 1417  |                                 |       |                                   |
| 1418  |                                 |       |                                   |
| 1419  |                                 |       |                                   |

retour début de page

#### Années 1420
| Année | Naissances                | Décès | Créations ou événements marquants |
| ----- | ------------------------- | ----- | --------------------------------- |
| 1420  | Johannes Ockeghem (†1497) |       |                                   |
| 1421  |                           |       |                                   |
| 1422  |                           |       |                                   |
| 1423  |                           |       |                                   |
| 1424  |                           |       |                                   |
| 1425  |                           |       | Missa Sine nomine (Dufay)         |
| 1426  |                           |       |                                   |
| 1427  |                           |       | Missa Sancti Jacobi (Dufay)       |
| 1428  |                           |       |                                   |
| 1429  |                           |       |                                   |

retour début de page

#### Années 1430
| Année | Naissances                            | Décès                                  | Créations ou événements marquants |
| ----- | ------------------------------------- | -------------------------------------- | --------------------------------- |
| 1430  |                                       |                                        |                                   |
| 1431  |                                       | Johannes de Limburgia ? (° avant 1400) |                                   |
| 1432  |                                       |                                        |                                   |
| 1433  | Antoine Busnois († avant le 6/11/1492 |                                        |                                   |
| 1434  |                                       |                                        |                                   |
| 1435  | Johannes Tinctoris (†1511)            |                                        |                                   |
| 1436  |                                       |                                        | Nuper rosarum flores (Dufay)      |
| 1437  |                                       |                                        |                                   |
| 1438  |                                       |                                        |                                   |
| 1439  |                                       |                                        |                                   |

retour début de page

#### Années 1440
| Année | Naissances                    | Décès | Créations ou événements marquants |
| ----- | ----------------------------- | ----- | --------------------------------- |
| 1440  |                               |       |                                   |
| 1441  |                               |       |                                   |
| 1442  |                               |       |                                   |
| 1443  |                               |       |                                   |
| 1444  |                               |       |                                   |
| 1445  | Loyset Compère († 16/08/1518) |       |                                   |
| 1446  | Alexander Agricola (†1506)    |       |                                   |
| 1447  |                               |       |                                   |
| 1448  |                               |       |                                   |
| 1449  |                               |       |                                   |

retour début de page

#### Années 1450
| Année | Naissances                 | Décès | Créations ou événements marquants |
| ----- | -------------------------- | ----- | --------------------------------- |
| 1450  |                            |       |                                   |
| 1451  |                            |       |                                   |
| 1452  |                            |       |                                   |
| 1453  |                            |       |                                   |
| 1454  |                            |       |                                   |
| 1455  |                            |       |                                   |
| 1456  |                            |       |                                   |
| 1457  | Jacob Obrecht (†1505)      |       |                                   |
| 1458  |                            |       |                                   |
| 1459  | Jean Mouton († 30/10/1522) |       |                                   |

retour début de page

#### Années 1460
| Année | Naissances                                                | Décès                      | Créations ou événements marquants |
| ----- | --------------------------------------------------------- | -------------------------- | --------------------------------- |
| 1460  | Antoine Brumel († v.1515) Pierre de La Rue († 20/11/1518) | Gilles Binchois (*v. 1400) |                                   |
| 1461  |                                                           |                            | Requiem (Ockeghem)                |
| 1462  |                                                           |                            |                                   |
| 1463  |                                                           |                            | Messe Ecce ancilla domini (Dufay) |
| 1464  |                                                           |                            |                                   |
| 1465  |                                                           |                            |                                   |
| 1466  |                                                           |                            |                                   |
| 1467  |                                                           |                            |                                   |
| 1468  |                                                           |                            |                                   |
| 1469  |                                                           |                            |                                   |

retour début de page

#### Années 1470
| Année | Naissances                                           | Décès                      | Créations ou événements marquants |
| ----- | ---------------------------------------------------- | -------------------------- | --------------------------------- |
| 1470  | Antonius Divitis (†v. 1530) Antoine de Févin (†1512) |                            |                                   |
| 1471  |                                                      |                            |                                   |
| 1472  |                                                      |                            |                                   |
| 1473  |                                                      | Conrad Paumann (*v. 1410)  |                                   |
| 1474  |                                                      | Guillaume Dufay (*v. 1400) |                                   |
| 1475  |                                                      |                            |                                   |
| 1476  |                                                      |                            |                                   |
| 1477  |                                                      |                            |                                   |
| 1478  |                                                      |                            |                                   |
| 1479  |                                                      |                            |                                   |

retour début de page

#### Années 1480
| Année | Naissances                   | Décès                        | Créations ou événements marquants |
| ----- | ---------------------------- | ---------------------------- | --------------------------------- |
| 1480  | Pierre Moulu (†1550)         | Antonio Squarcialupi (*1416) |                                   |
| 1481  |                              |                              |                                   |
| 1482  |                              |                              |                                   |
| 1483  |                              |                              |                                   |
| 1484  |                              |                              |                                   |
| 1485  | Clément Janequin (†1558)     |                              |                                   |
| 1486  | Ludwig Senfl (†1542 ou 1543) |                              |                                   |
| 1487  |                              |                              |                                   |
| 1488  |                              |                              |                                   |
| 1489  |                              |                              |                                   |

retour début de page

#### Années 1490
| Année | Naissances                        | Décès                     | Créations ou événements marquants |
| ----- | --------------------------------- | ------------------------- | --------------------------------- |
| 1490  | Claudin de Sermisy († 13/10/1562) |                           |                                   |
| 1491  |                                   |                           |                                   |
| 1492  |                                   | Antoine Busnois (v.1433)  |                                   |
| 1493  |                                   |                           |                                   |
| 1494  | Hans Sachs (†1576)                |                           |                                   |
| 1495  | Nicolas Gombert (†v.1556)         |                           |                                   |
| 1496  |                                   |                           |                                   |
| 1497  |                                   | Johannes Ockeghem (*1420) |                                   |
| 1498  |                                   |                           |                                   |
| 1499  |                                   |                           |                                   |

retour début de page

### XVIesiècle

#### Années 1500
| Année | Naissances                           | Décès                      | Créations ou événements marquants                                |
| ----- | ------------------------------------ | -------------------------- | ---------------------------------------------------------------- |
| 1500  |                                      |                            |                                                                  |
| 1501  |                                      |                            | "Harmonice musicae odhecaton", premier volume de musique imprimé |
| 1502  |                                      |                            |                                                                  |
| 1503  |                                      |                            |                                                                  |
| 1504  |                                      |                            |                                                                  |
| 1505  | Claude Goudimel († 24 ou 28/08/1572) | Jacob Obrecht (*1457)      |                                                                  |
| 1506  |                                      | Alexander Agricola (*1446) |                                                                  |
| 1507  |                                      |                            |                                                                  |
| 1508  |                                      |                            |                                                                  |
| 1509  |                                      |                            |                                                                  |

retour début de page

#### Années 1510
| Année | Naissances                   | Décès                                                 | Créations ou événements marquants            |
| ----- | ---------------------------- | ----------------------------------------------------- | -------------------------------------------- |
| 1510  |                              |                                                       |                                              |
| 1511  |                              | Johannes Tinctoris (*1435)                            | Musica getuscht, traité de Sebastian Virdung |
| 1512  |                              | Antoine de Févin (v.1470)                             |                                              |
| 1513  | Francisco de Salinas (†1590) |                                                       |                                              |
| 1514  |                              |                                                       |                                              |
| 1515  |                              | Antoine Brumel (v.1460)                               |                                              |
| 1516  |                              |                                                       |                                              |
| 1517  | Gioseffo Zarlino (†1590)     | Heinrich Isaac (*v. 1450)                             |                                              |
| 1518  |                              | Loyset Compère (*v. 1445) Pierre de la Rue (*v. 1460) |                                              |
| 1519  |                              |                                                       |                                              |

retour début de page

#### Années 1520
| Année | Naissances                       | Décès                       | Créations ou événements marquants |
| ----- | -------------------------------- | --------------------------- | --------------------------------- |
| 1520  |                                  |                             |                                   |
| 1521  | Philippe de Monte (†1603)        | Josquin des Prés (*v. 1450) |                                   |
| 1522  |                                  | Jean Mouton (*v. 1459)      |                                   |
| 1523  |                                  |                             |                                   |
| 1524  |                                  |                             |                                   |
| 1525  | Giovanni Pierluigi da Palestrina |                             |                                   |
| 1526  |                                  |                             | Deutsche Messe de Martin Luther   |
| 1527  |                                  |                             |                                   |
| 1528  |                                  |                             |                                   |
| 1529  |                                  |                             |                                   |

retour début de page

#### Années 1530
| Année | Naissances                           | Décès                       | Créations ou événements marquants                                       |
| ----- | ------------------------------------ | --------------------------- | ----------------------------------------------------------------------- |
| 1530  | Claude Le Jeune († 1600)             | Antonius Divitis (*v. 1470) | Édition à Rome du premier livre de madrigaux                            |
| 1531  |                                      |                             |                                                                         |
| 1532  | Roland de Lassus (†1594)             |                             |                                                                         |
| 1533  | Claudio Merulo (†1604)               |                             |                                                                         |
| 1534  |                                      |                             |                                                                         |
| 1535  |                                      |                             |                                                                         |
| 1536  |                                      |                             |                                                                         |
| 1537  | Paschal de L'Estocart († après 1587) |                             |                                                                         |
| 1538  |                                      |                             | Pierre Attaingnant obtient la charge d'imprimeur du roi pour la musique |
| 1539  |                                      |                             |                                                                         |

retour début de page

#### Années 1540
| Année | Naissances                  | Décès                 | Créations ou événements marquants         |
| ----- | --------------------------- | --------------------- | ----------------------------------------- |
| 1540  |                             |                       | "8ème livre de chansons" Clément Janequin |
| 1541  |                             |                       |                                           |
| 1542  |                             |                       |                                           |
| 1543  |                             | Ludwig Senfl (*1486)  |                                           |
| 1544  |                             |                       |                                           |
| 1545  | Anthony Holborne (†1602)    |                       |                                           |
| 1546  |                             | Martin Luther (*1483) |                                           |
| 1547  |                             |                       |                                           |
| 1548  |                             |                       |                                           |
| 1549  | Eustache du Caurroy (†1609) |                       |                                           |

retour début de page

#### Années 1550
| Année | Naissances                | Décès                         | Créations ou événements marquants                |
| ----- | ------------------------- | ----------------------------- | ------------------------------------------------ |
| 1550  |                           | Pierre Moulu (1480 ou 1490)   |                                                  |
| 1551  |                           |                               |                                                  |
| 1552  |                           | Pierre Attaingnant (*v. 1494) |                                                  |
| 1553  | Luca Marenzio (†1599)     |                               |                                                  |
| 1554  |                           |                               |                                                  |
| 1555  | Giovanni Gabrieli (†1612) |                               |                                                  |
| 1556  |                           |                               |                                                  |
| 1557  |                           |                               |                                                  |
| 1558  |                           | Clément Janequin (*v. 1485)   |                                                  |
| 1559  |                           |                               | Musica nova livre de madrigaux d'Adrien Willaert |

retour début de page

#### Années 1560
| Année | Naissances                                       | Décès                                                  | Créations ou événements marquants  |
| ----- | ------------------------------------------------ | ------------------------------------------------------ | ---------------------------------- |
| 1560  |                                                  |                                                        |                                    |
| 1561  | Jacopo Peri (†1633)                              |                                                        |                                    |
| 1562  | Jan Pieterszoon Sweelinck (†1621)                | Adrien Willaert (*v. 1490) Claudin de Sermisy (v.1490) |                                    |
| 1563  | Jehan Titelouze (†1633)                          |                                                        |                                    |
| 1564  | Hans Leo Hassler (†1612)                         |                                                        |                                    |
| 1565  |                                                  | Cyprien de Rore (*1515 ou 1516)                        |                                    |
| 1566  | Carlo Gesualdo (†1613)                           | Antonio de Cabezón (*1510)                             |                                    |
| 1567  | Claudio Monteverdi (†1643) Nicolas Formé (†1638) |                                                        | Messe du Pape Marcel de Palestrina |
| 1568  |                                                  | Jacques Arcadelt (*v. 1504)                            |                                    |
| 1569  |                                                  |                                                        |                                    |

retour début de page

#### Années 1570
| Année | Naissances          | Décès                               | Créations ou événements marquants |
| ----- | ------------------- | ----------------------------------- | --------------------------------- |
| 1570  |                     |                                     |                                   |
| 1571  |                     |                                     |                                   |
| 1572  |                     | Claude Goudimel (vers 1505 ou 1520) |                                   |
| 1573  |                     |                                     |                                   |
| 1574  | John Wilbye (†1638) |                                     |                                   |
| 1575  |                     |                                     |                                   |
| 1576  |                     | Hans Sachs (*1494)                  |                                   |
| 1577  |                     |                                     |                                   |
| 1578  |                     |                                     |                                   |
| 1579  |                     |                                     |                                   |

retour début de page

#### Années 1580
| Année | Naissances                                                | Décès                      | Créations ou événements marquants |
| ----- | --------------------------------------------------------- | -------------------------- | --------------------------------- |
| 1580  | Giovanni Girolamo Kapsberger (†1650)                      |                            |                                   |
| 1581  |                                                           |                            |                                   |
| 1582  | Gregorio Allegri (†1652)                                  |                            |                                   |
| 1583  | Girolamo Frescobaldi (†1643) Orlando Gibbons (†1625)      |                            |                                   |
| 1584  |                                                           |                            |                                   |
| 1585  | Heinrich Schütz (†1672)                                   |                            |                                   |
| 1586  | Johann Hermann Schein (†1630) Stefano Landi (†1639)       | Andrea Gabrieli (*v. 1510) |                                   |
| 1587  | Samuel Scheidt (†1654) Guillaume Bouzignac († après 1643) |                            |                                   |
| 1588  |                                                           |                            |                                   |
| 1589  |                                                           |                            |                                   |

retour début de page

#### Années 1590
retour début de page
| Année | Naissances                   | Décès                                                                       | Créations ou événements marquants |
| ----- | ---------------------------- | --------------------------------------------------------------------------- | --------------------------------- |
| 1590  | Richard Dering (†1630)       | Francisco de Salinas (*1513) - Gioseffo Zarlino (*1517)                     |                                   |
| 1591  |                              |                                                                             |                                   |
| 1592  |                              |                                                                             |                                   |
| 1593  |                              |                                                                             |                                   |
| 1594  |                              | Giovanni Pierluigi da Palestrina (*1525 ou 1526) - Roland de Lassus (*1532) |                                   |
| 1595  | Heinrich Scheidemann (†1663) |                                                                             |                                   |
| 1596  |                              |                                                                             |                                   |
| 1597  | Luigi Rossi (†1653)          |                                                                             |                                   |
| 1598  |                              |                                                                             | La Dafne (Jacopo Peri)            |
| 1599  |                              |                                                                             |                                   |